# Verwaltungsbezirk Neustadt an der Orla
| Basisdaten                                       | Basisdaten           |
| ------------------------------------------------ | -------------------- |
| Bestandszeitraum                                 | 1850–1922            |
| Verwaltungssitz                                  | Neustadt an der Orla |
| Fläche                                           | 629 km² (1910)       |
| Einwohner                                        | 60.746 (1910)        |
| Bevölkerungsdichte                               | 97 Einw./km² (1910)  |
| Gemeinden                                        | 166                  |
|                                                  |                      |
| Lage des Verwaltungsbezirks Neustadt an der Orla |                      |

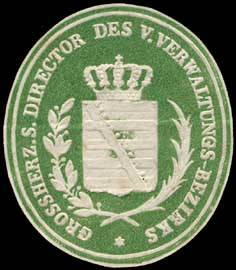
Siegelmarke Gr. S. Director des V. Verwaltungs-Bezirks

Der Verwaltungsbezirk Neustadt an der Orla, auch V. Verwaltungsbezirk genannt, existierte von 1850 bis 1922 im Großherzogtum Sachsen-Weimar-Eisenach, dem Freistaat Sachsen-Weimar-Eisenach und dem Land Thüringen. Die Bezirksdirektion befand sich in Neustadt an der Orla. Das Gebiet des ehemaligen Verwaltungsbezirks gehört heute größtenteils zum Landkreis Greiz und zum Saale-Orla-Kreis in Thüringen.

## Geschichte
Das Großherzogtum Sachsen-Weimar-Eisenach wurde 1850 in fünf Verwaltungsbezirke gegliedert, die hinsichtlich ihrer Größe mit Landkreisen vergleichbar waren. Der V. Verwaltungsbezirk umfasste den Neustädter Kreis des Großherzogtums. Zum Verwaltungsbezirk gehörten auch die Exklaven Thränitz, Rußdorf, Förthen und Teichwolframsdorf.
1918 wurde aus dem Großherzogtum Sachsen-Weimar-Eisenach der Freistaat Sachsen-Weimar-Eisenach, der wiederum am 1. Mai 1920 im Land Thüringen aufging. Bei einer umfassenden Gebietsreform wurde 1922 der Verwaltungsbezirk Neustadt an der Orla aufgelöst:
- Die Stadt Berga/Elster sowie die Gemeinden Albersdorf, Clodra, Culmitzsch, Dittersdorf, Dörtendorf, Eula, Friedmannsdorf, Göhren, Großdraxdorf, Großkundorf, Katzendorf, Kleinkundorf, Krölpa, Markersdorf b. Berga, Merkendorf, Muntscha, Obergeißendorf, Piesigitz, Silberfeld, Staitz, Stelzendorf, Teichwolframsdorf, Untergeißendorf, Waltersdorf, Wenigenauma, Wernsdorf, Wolfersdorf, Zadelsdorf, Zickra b. Auma und Zickra b. Berga kamen zum Landkreis Greiz.
- Die Gemeinde Oberrenthendorf kam zum Landkreis Jena-Roda
- Die Gemeinden Daumitsch, Döbritz, Grobengereuth, Keila, Kleindembach, Kolba, Langendembach, Laskau, Nimritz, Oberoppurg, Oppurg, Rehmen und Solkwitz kamen zum Landkreis Saalfeld.
- Die Gemeinden Bucha, Chursdorf, Dreba, Förthen, Knau, Läwitz, Moßbach, Neudeck, Posen, Schöndorf, Tausa und Volkmannsdorf kamen zum Landkreis Schleiz.
- Alle übrigen Städte und Gemeinden kamen zum Landkreis Gera.

## Einwohnerentwicklung
|           | Verwaltungsbezirk Neustadt an der Orla |        |        |
| Jahr      | 1880                                   | 1900   | 1910   |
| Einwohner | 50.654                                 | 54.622 | 60.746 |

Einwohnerzahlen der Gemeinden mit mehr als 1.000 Einwohnern (Stand 1910):
| Auma                 | 2.978 |
| Berga/Elster         | 1.515 |
| Münchenbernsdorf     | 2.264 |
| Neustadt an der Orla | 7.095 |
| Teichwolframsdorf    | 1.849 |
| Triptis              | 2.948 |
| Weida                | 9.306 |

## Städte und Gemeinden
| - Albersdorf - Alsmannsdorf - Arnshaugk - Auma, Stadt - Berga/Elster, Stadt - Birkhausen - Birkigt - Börthen - Braunsdorf - Breitenhain - Bucha - Burgwitz - Burkersdorf b. Neustadt - Burkersdorf b. Weida - Chursdorf - Clodra - Crimla - Cronschwitz - Culmitzsch - Daumitsch - Dittersdorf - Döblitz - Döbritz - Dörtendorf - Dreba - Dreitzsch - Endschütz - Eula - Forstwolfersdorf - Förthen - Friedmannsdorf - Frießnitz - Geheege - Geroda - Göhren - Gräfenbrück - Grobengereuth - Grochwitz - Großbocka - Großdraxdorf - Großebersdorf - Großfalka | - Großkundorf - Gütterlitz - Hasla - Hohenölsen, weimarischer Anteil - Hundhaupten, weimarischer Anteil - Katzendorf - Keila - Kleina - Kleinbernsdorf - Kleinbocka - Kleindembach - Kleinkundorf - Knau - Köckritz - Köfeln - Kolba - Kopitzsch - Kospoda - Köstitz 1 - Köthnitz - Krölpa - Langendembach - Laskau - Lausnitz - Läwitz - Lederhose - Lemnitz - Letzendorf - Leubsdorf - Lichtenau - Liebsdorf - Linda - Lindenkreuz - Loitsch - Markersdorf b. Berga - Markersdorf b. Münchenbernsdorf - Meilitz - Merkendorf - Miesitz - Mittelpöllnitz - Moderwitz - Molbitz | - Mosen 2 - Moßbach - Münchenbernsdorf, Stadt - Muntscha - Neudeck - Neuensorga - Neundorf - Neunhofen - Neustadt an der Orla, Stadt - Niederpöllnitz - Nimritz - Obergeißendorf - Oberoppurg - Oberpöllnitz - Oberrenthendorf - Oppurg - Ottmannsdorf - Pfersdorf - Piesigitz - Pillingsdorf - Porstendorf - Posen - Quaschwitz - Rehmen - Rohna - Rosendorf - Rothenbach - Rußdorf - Schafpreskeln - Schmieritz - Schömberg - Schönborn - Schöndorf - Schüptitz - Schwarzbach - Seifersdorf - Silberfeld - Sirbis - Solkwitz - Staitz - Stanau - Steinbrücken | - Steinsdorf - Stelzendorf - Strößwitz - Struth - Tausa - Teichwitz - Teichwolframsdorf - Thränitz - Tischendorf - Tömmelsdorf - Traun - Triptis, Stadt - Uhlersdorf - Untendorf - Untergeißendorf - Unterröppisch - Untitz - Veitsberg - Volkmannsdorf - Waltersdorf - Weida, Stadt - Weira - Weltwitz - Wenigenauma - Wernsdorf - Wetzdorf - Wiebelsdorf - Wittchendorf - Wittchenstein - Wöhlsdorf - Wolfersdorf - Wolfsgefärth - Wünschendorf - Wüstenwetzdorf - Zadelsdorf - Zedlitz - Zickra b. Auma - Zickra b. Berga - Zossen - Zschorta - Zwackau |